# Hamarkrøniken
Hamarkrøniken er en bog, der er skrevet i 1500-tallet af en ukendt forfatter. Den handler om livet i byen Hamar i katolsk tid (til 1537). Bogen er vigtig kilde til Hamars historie, da den beskriver byens bebyggelse.
Først og fremmest er bogen en lokalpatriotisk skildring af Hamar i middelalderen. Den beskriver de vigtigste bygninger (domkirken, bispegården, St. Olufs kloster, korskirken, Sankt Jørgens kirke, rådstuen og fængslet) samt livet i byen, hvordan den var styret og en lille fortælling om den sidste biskops farvel til byen. Desuden er der en liste over de katolske biskopper i Hamar.